# Hugo Solís
Hugo Rubén Solís Palacios (* 26. März 1951 in Iquique) ist ein ehemaliger chilenischer Fußballspieler und -trainer. Der Mittelfeldspieler, hauptsächlich im linken oder zentralen Mittelfeld eingesetzt, absolvierte ein Länderspiel für Chile.

## Karriere

### Verein
Hugo Solís begann seine Karriere 1969 beim Universidad Católica. Nach dem Abstieg der Cruzados 1973 wechselte Solís zu Rekordmeister CSD Colo-Colo und gewann mit seinem neuen Klub die Copa Chile 1974. Nach den Stationen Santiago Wanderers, erneut Colo-Colo und Ñublense kehrte Solís 1978 zu Universidad Católica zurück. Dort agierte er drei weitere Jahre und wechselte dann in seine Geburtsstadt zu Deportes Iquique. Danach wechselte Solís zu den Rangers de Talca. Er spielte drei Jahre für den Klub aus Talca; nach einem Jahr bei Cobreandino bzw. CD O’Higgins kehrte er anschließend wieder zu ihm zurück. Bei den Rangers beendete Solís 1987 nach dem Abstieg des Klubs aus der Primera División seine aktive Karriere und wurde Trainer des Teams.

### Nationalmannschaft
Hugo Solís debütierte für die Nationalmannschaft Chiles im September 1972 unter Trainer Rudi Gutendorf bei der 0:2-Niederlage in der Copa Carlos Dittborn gegen Argentinien. Sein zweites und letztes Länderspiel absolvierte Solís im Juli 1973 beim 3:0-Erfolg in der Copa Leoncio Provoste gegen Bolivien, bei dem er das 2:0 erzielte.

### Trainer
Direkt nach dem Ende seiner aktiven Karriere übernahm Hugo Solís den frisch abgestiegenen Verein Rangers de Talca, bei dem er seine Karriere beendet hatte, als Trainer. Er führte den Klub zur Meisterschaft der Segunda División. Gleiches gelang ihm 1993 in seiner zweiten Amtszeit bei den Rangers. Zudem trainierte Solís noch Deportes Antofagasta, CD Magallanes, Deportes Iquique, Ñublense und Deportes Arica.

## Erfolge
Colo-Colo
- Copa Chile: 1974